# Механохімічна активація вугілля
Механохімічна активація вугілля (рос. механохимическая активация угля, англ. mechanochemical activation of coal; нім. mechanochemische Aktivierung f der Kohle) — зміна фізико-хімічних властивостей вугілля в процесі тонкого подрібнення. Викликає зміну ближнього порядку атомів вуглецю в структурі вугілля, збільшення дисперсії відстаней між атомами вуглецю та виникнення деформованих зв’язків. Як результат розриву хімічних зв’язків виникають вільні радикали. Порушуються вуглець-вуглецеві та вуглець-кисневі зв’язки, виникають нові атомні утворення. Протікає переалкілування конденсованих ароматичних ядер і утворення летких речовин та розчинних продуктів. М.а.в. в присутності каталізатора змінює напрямок механохімічних перетворень для бурого вугілля в бік механодеструктивного гідрування. М.а.в. в середовищі розчинника – донора водню, активізує його донорську здатність. Присутність каталізатора при цьому прискорює механоактивізаційний процес передачі водню від розчинника до вугілля. Зі свіжоутвореної поверхні вугілля відбувається емісія високоенергетичних електронів, що може бути однією з причин газового розряду та ін. фіз. явищ. При М.а.в. спостерігається інтенсивна аморфізація вугілля. Відбувається зміна молекулярно-масового розподілу фракцій в бік збільшення низькомолекулярних. Підвищується розчинність вугілля в органічних та неорганічних розчинниках (як наслідок зменшення молекулярних мас органічної речовини вугілля і появи нових функційних груп). Збільшується вихід гумінових кислот з бурого вугілля. Підвищується вихід розчинних продуктів при диспергуванні вугілля в середовищі розчинника.
Специфічні зміни фізико-хімічних властивостей вугілля в процесі тонкого подрібнення можуть бути використані для: 
- 1. Збільшення реакційної здатності вугілля в процесах його збагачення (флотація, масляна агрегація тощо).
- 2. Підвищення ефективності скраплення вугілля.
- 3. Інтенсифікації технології одержання гумінових препаратів – стимуляторів росту рослин.
- 4. Удосконалення технології одержання бітумів з вугілля.
- 5. Інтенсифікації процесів брикетування вугілля зі зв’язуючими і покращання якості брикетів.
- 6. Термоокиснювального процесу одержання водню при відновленні оксидно-металічних контактів на основі оксидів заліза диспергованим вугіллям.
- 7. Приготування висококонцентрованих мазуто- і водовугільних суспензій (ВВВС).

Процес М.а.в. протікає в зонах тектонічних процесів, при раптових викидах, тому перспективним є дослідження зон геологічних порушень у вугільних пластах з урахуванням величини показника механохімічної деструкції.